# ピールト
ピールト（英語表記名：piirto）は、ゼブラ (文具メーカー) が展開するアルベスシリーズの第一弾。フィンランドの若手デザイナーによる、筆記の原点をイメージした筆記具シリーズ。2011年日本文具大賞優秀賞商品。同シリーズ第二弾はイーオー(eo)。
コンセプトは「シンプルでありながら手になじむ。筆記具の原点を思わせるデザイン」。かつて筆記者たちが使用していた錐（きり）のような道具をモチーフにし、筆記する事の良さを思い返させるような、シンプルであり手になじむデザインになっている。ピールトはフィンランド語で図形などを描くという意味。

## 特徴
ボールペン、シャープペン、蛍光マーカーの展開。軸色は白と黒が基調だが、シャープペンとボールペンのみ、雪解けのフィンランドの景色（夕日、白夜、新緑）や、それにまつわる北欧製品カラーをイメージした限定色（オレンジ、ライトブルー、ライトグリーン）も展開。

## ラインナップ
- ボールペン（油性）：白軸（インク色：黒、青、赤）、黒軸（インク色：黒）、限定軸（オレンジ、ライトブルー、ライトグリーン/インク色：黒）ボール径0.7mm、替芯はSK-0.7芯。
- シャープペン：白軸、黒軸、限定軸（オレンジ、ライトブルー、ライトグリーン）。シャープ径0.5mm
- 蛍光マーカー：白軸（インク色：青、黄、ピンク）